# Tênis de mesa nos Jogos Insulares de 2019
Nos Jogos Insulares de 2019, as partidas de tênis de mesa serão disputadas entre os dias 7 e 12 de julho no St Joseph’s Middle School (Sports Hall), em Gibraltar.

## Resultados[2]
| Evento               | Ouro                                   | Prata                                       | Bronze                                               |
| -------------------- | -------------------------------------- | ------------------------------------------- | ---------------------------------------------------- |
| Masculino individual | Groelândia Ivik Nielsen                | Guernsey Garry Dodd                         | Ilha de Wight George Downing                         |
| Masculino individual | Groelândia Ivik Nielsen                | Guernsey Garry Dodd                         | Jersey Jordan Luke Wykes                             |
| Feminino individual  | Åland Marina Donner                    | Groelândia Karlinannguaq Lundblad           | Ilha de Man Katherine Vinas                          |
| Feminino individual  | Åland Marina Donner                    | Groelândia Karlinannguaq Lundblad           | Guernsey Dawn Morgan                                 |
| Duplas masculinas    | Jersey Luc Miller Jordan Luke Wykes    | Groelândia Aqqalu Nielsen Ivik Nielsen      | Ilha de Wight Daniel Burns George Downing            |
| Duplas masculinas    | Jersey Luc Miller Jordan Luke Wykes    | Groelândia Aqqalu Nielsen Ivik Nielsen      | Guernsey Garry Dodd Benjamin Foss                    |
| Duplas femininas     | Gotland Evelina Carlsson Elin Schwartz | Guernsey Paula Le Ber Dawn Morgan           | Ilhas Faroé Anna Mikkjalsdóttir Rakul Mikkjalsdóttir |
| Duplas femininas     | Gotland Evelina Carlsson Elin Schwartz | Guernsey Paula Le Ber Dawn Morgan           | Ilha de Man Kerenza Baker Katherine Vinas            |
| Duplas mistas        | Åland Marina Donner Johan Pettersson   | Ilha de Wight George Downing Temeesha Hobbs | Gotland Evelina Carlsson Max Hedbom                  |
| Duplas mistas        | Åland Marina Donner Johan Pettersson   | Ilha de Wight George Downing Temeesha Hobbs | Guernsey Garry Dodd Dawn Morgan                      |
| Equipes              | Guernsey                               | Jersey                                      | Gotland                                              |
| Equipes              | Guernsey                               | Jersey                                      | Groelândia                                           |